# Orcadas kutatóállomás
Az Orcadas kutatóállomás (spanyolul: Base Orcadas) egy Argentínához tartozó állandó kutatóállomás a Déli-Orkney-szigetekhez tartozó Laurie-szigeten. A közigazgatásilag Tűzföld tartomány Islas del Atlántico Sur megyéjéhez tartozó állomás a legrégebbi ilyen argentin létesítmény az Antarktisz térségében. Nevét a szigetcsoport spanyol neve (Orcadas) után kapta.
Az állomáson található meteorológiai megfigyelőállomás, földrengésmérő állomás, biológiai laboratórium, raktárak, műhelyek, egy kápolna és egy muzeális értékű ház is (a Casa Moneta).

## Története
1903-ban William Speirs Bruce antarktiszi expedícióra indult egy korábbi norvég bálnavadászhajón, amelyet Skócia névre keresztelt át. A hajón rajta kívül még 7 tudós és 25 főnyi legénység utazott. Céljuk főképpen a Weddell-tenger és a Déli-Orkney-szigetek tanulmányozása volt. Odaérve azonban a hajó a Laurie-szigetnél jégbe fagyott, így majdnem az év végéig ott maradtak. Amikor kiszabadultak a jégből, a legénység egy része a szigeten maradt egy kezdetleges kőházban, amelyet részben a hajó anyagából, részben helyben talált kövekből építettek, és amelyet Omond-háznak neveztek el az expedíció egyik fő támogatója tiszteletére. A többiek Buenos Airesbe hajóztak, hogy megpróbálják átadni az argentin kormánynak a bázist, azzal a céllal, hogy ezért támogatást kapjanak a kutatások további folytatásához. Julio Argentino Roca elnök támogatta és Francisco Pascasio Moreno képviselő is segítette az elképzelést, így 1904-ben Hugo Acuña vezetésével megnyílt az első postahivatal a bázison, ahol egy meteorológiai és mágneses méréseket végző állomást is üzembe helyeztek. Ezt a Nemzeti Meteorológiai Hivatal és az Argentin Haditengerészet üzemeltette.
1927. március 30-án Emilio Baldoni rádiókapcsolatot létesített Ushuaiával a bázisról, azóta a rádiókommunikáció a mai napig folyamatos. 1975. augusztus 25-én egy tűzben a főépület elpusztult, de újjáépítették. Az 1979–1980-as Nyári Antarktisz-kampány során új, modern lakóépület építésébe kezdtek bele, majd 1992-ben egy műholdvevő antennát is üzembe helyeztek, amellyel a televíziózás is lehetővé vált.

## Éghajlat
A bázison a leghidegebb hónap a július, ekkor az átlaghőmérséklet -9 °C közelében van, a legmelegebb a február, +1,3 °C-os átlaggal. A melegrekord (1961 és 1990 közötti mérések alapján) 15,2 °C volt, a legnagyobb hideg pedig -44 °C. A szél minden hónapban átlagosan 20–25 km/h-s sebességgel fúj. A derült napok száma havi átlagban nem éri el a kettőt.
| Hónap | Jan. | Feb. | Már. | Ápr. | Máj. | Jún.  | Júl.  | Aug.  | Szep. | Okt. | Nov. | Dec. | Év   |
| --- | ---- | ---- | ---- | ---- | ---- | ----- | ----- | ----- | ----- | ---- | ---- | ---- | ---- |
| Átlagos max. hőmérséklet (°C) | 2,7  | 3,2  | 2,3  | 0,1  | −1,8 | −4,1  | −4,9  | −4,1  | 1,9   | −0,4 | 1,9  | 2,7  | −0,1 |
| Átlaghőmérséklet (°C) | 1,0  | 1,3  | 0,6  | −2,1 | −4,4 | −7,6  | −8,9  | −7,7  | −5,2  | −3,5 | −0,9 | −0,4 | −3,2 |
| Átlagos min. hőmérséklet (°C) | −0,5 | −0,3 | −1,1 | −4,4 | −7,0 | −11,5 | −13,0 | −11,7 | −8,8  | −6,4 | −2,9 | −1,1 | −5,8 |
| Forrás: Guía Climática (spanyol nyelven). SMN. [2017. október 17-i dátummal az eredetiből archiválva]. (Hozzáférés: 2017. október 17.) |      |      |      |      |      |       |       |       |       |      |      |      |      |